# Espacio hiperbólico

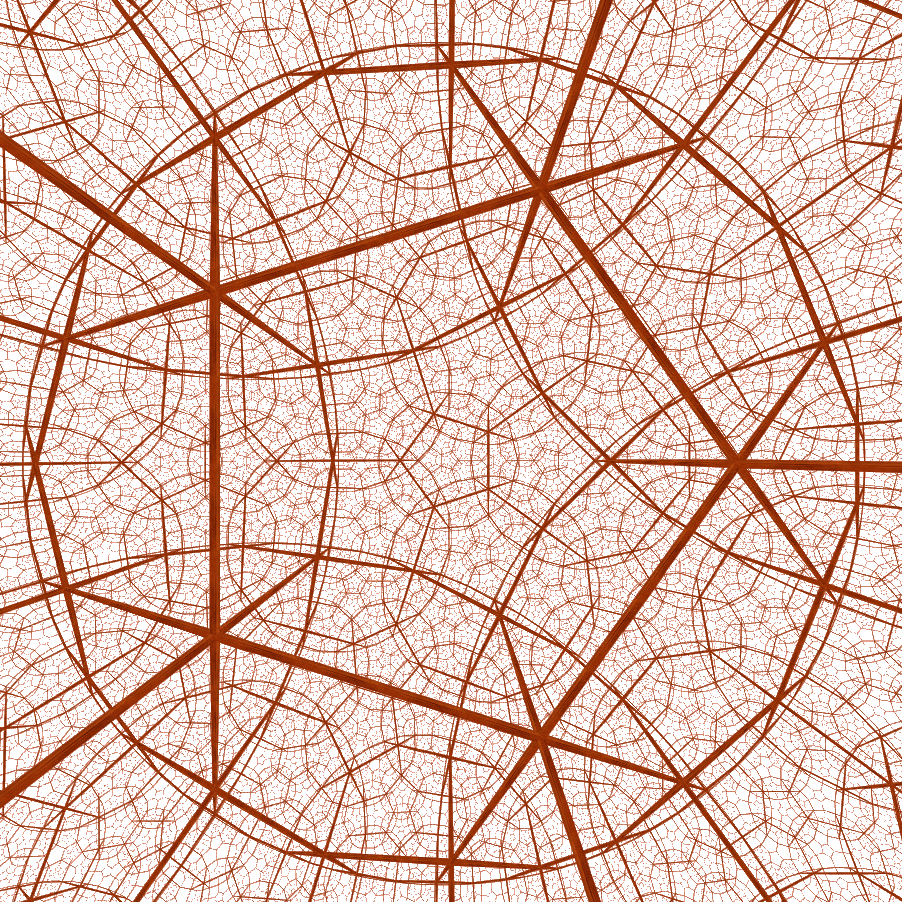
Una proyección en perspectiva de un teselado dodecaédrico en. Cuatro dodecaedros se encuentran en cada arista, y ocho en cada vértice, como los cubos de un teselado cúbico en.

En matemáticas, un espacio hiperbólico es un espacio homogéneo con curvatura constante negativa, donde la curvatura se refiere a la curvatura seccional. Es geometría hiperbólica en más de 2 dimensiones, y se distingue de los espacios euclídeos con curvatura cero, que definen la geometría euclídea, y de la geometría elíptica, que tiene curvatura constante positiva.
Al embeberse en un espacio euclídeo (de mayor dimensión), todo punto de un espacio hiperbólico es un punto de silla. Otra propiedad importante es la cantidad de espacio cubierta por la n-bola en el n-espacio hiperbólico, que aumenta exponencialmente con respecto al radio de la bola para radios grandes, en lugar de polinómicamente.

## Definición formal
El n-espacio hiperbólico, denotado {\displaystyle \mathbb {H} ^{n}}, es la variedad riemanniana maximalmente simétrica, simplemente conexa de dimensión n con curvatura seccional constante negativa. El espacio hiperbólico es un espacio que presenta geometría hiperbólica. Es el análogo de curvatura negativa de la n-esfera. Aunque el espacio hiperbólico {\displaystyle \mathbb {H} ^{n}} es difeomorfo a {\displaystyle \mathbb {R} ^{n}}, su métrica de curvatura negativa le da propiedades geométricas muy diferentes.
El 2-espacio hiperbólico, {\displaystyle \mathbb {H} ^{2}}, se conoce también como plano hiperbólico.

## Modelos del espacio hiperbólico
El espacio hiperbólico, desarrollado independientemente por Nikolái Lobachevski y János Bolyai, es un espacio geométrico análogo al espacio euclídeo, pero tal que el quinto postulado de Euclides no se cumple. En su lugar, se establece el siguiente postulado alternativo (en dos dimensiones):
- Dada cualquier recta {\displaystyle L} y cualquier punto {\displaystyle P} que no esté en {\displaystyle L}, existen al menos dos rectas diferentes que pasan por {\displaystyle P} y no intersecan {\displaystyle L}.

Existe un teorema que dice que hay infinitas rectas de este tipo que pasan por {\displaystyle P}. Este axioma no caracteriza de forma única el plano hiperbólico salvo isometría, sino que es necesario añadir una constante adicional, la curvatura {\displaystyle K<0},  que debe especificarse. Sin embargo, lo caracteriza unívocamente salvo homotecia, es decir, salvo biyecciones que solo que solo cambian la noción de distancia por una constante general. Eligiendo una constante adecuada, se puede asumir sin pérdida de generalidad que {\displaystyle K=-1}.
Se puede construir modelos de espacios hiperbólicos que pueden embeberse en un espacio euclídeo. En particular, la existencia de estos modelos prueba que el quinto postulado es independiente de los otros axiomas de la geometría euclídea.
Existen varios modelos importantes del espacio hiperbólico: el modelo de Klein, el modelo del hiperboloide, el modelo de la bola de Poincaré y el modelo del semiespacio de Poincaré. Todos ellos modelan la misma geometría en el sentido de que pueden relacionarse entre sí por transformaciones que preservan todas las propiedades geométricas del espacio, incluyendo isometría (aunque no con respecto a la métrica del embebimiento euclídeo).

### El modelo del hiperboloide
El modelo del hiperboloide caracteriza el espacio hiperbólico como un hiperboloide en {\displaystyle \mathbb {R} ^{n+1}=\{x_{0},\dots ,x_{n}\mid x_{i}\in \mathbb {R} ,\;i=0,1,\dots ,n\}}.  El hiperboloide es el lugar geométrico {\displaystyle \mathbb {H} ^{n}} de puntos cuyas coordenadas satisfacen
{\displaystyle x_{0}^{2}-x_{1}^{2}-\cdots -x_{n}^{2}=1,\quad x_{0}>0.}
En este modelo, las geodésicas serán las curvas formadas por la intersección de {\displaystyle \mathbb {H} ^{n}} con un plano que pase por el origen en {\displaystyle \mathbb {R} ^{n+1}}.
El modelo del hiperboloide está íntimamente relacionado con la geometría del espacio de Minkowski. La forma cuadrática
{\displaystyle Q(x)=x_{0}^{2}-x_{1}^{2}-x_{2}^{2}-\cdots -x_{n}^{2},}
que define el hiperboloide, se polariza para obtener la forma bilineal
{\displaystyle B(x,y)=(Q(x+y)-Q(x)-Q(y))/2=x_{0}y_{0}-x_{1}y_{1}-\cdots -x_{n}y_{n}.}
El espacio {\displaystyle \mathbb {R} ^{n+1}}, equipado con la forma bilineal {\displaystyle B}, es un espacio de Minkowski de dimensión {\displaystyle (n+1)}, {\displaystyle \mathbb {R} ^{n,1}}.
Se puede asociar una distancia en el modelo del hiperboloide, definiendo la distancia entre dos puntos {\displaystyle x} e {\displaystyle y} en {\displaystyle \mathbb {H} ^{n}} como
{\displaystyle d(x,y)=\operatorname {arcosh} B(x,y).}
Esta función satisface los axiomas de un espacio métrico. Se preserva bajo la acción del grupo de Lorentz en {\displaystyle \mathbb {R} ^{n,1}}.  Así, el grupo de Lorentz actúa como un grupo de transformaciones que preserva las isometrías en {\displaystyle \mathbb {H} ^{n}}.

### El modelo de Klein
Un modelo alternativo de la geometría hiperbólica se define en un cierto dominio del espacio proyectivo. La forma cuadrática {\displaystyle Q} define un subconjunto {\displaystyle U^{n}\subset \mathbb {RP} ^{n}} dado por el lugar geométrico de los puntos para los que {\displaystyle Q(x)>0} en las coordenadas homogéneas {\displaystyle x}.  El dominio {\displaystyle U^{n}} es el modelo de Klein del espacio hiperbólico.
Las geodésicas de este modelo son los segmentos de recta abiertos del espacio proyectivo ambiente que yacen en {\displaystyle U^{n}}.  La distancia entre dos puntos {\displaystyle x} e {\displaystyle y} en {\displaystyle U^{n}} viene definida por
{\displaystyle d(x,y)=\operatorname {arcosh} \left({\frac {B(x,y)}{\sqrt {Q(x)Q(y)}}}\right).}
Esta distancia está bien definida en el espacio proyectivo, ya que el argumento del coseno hiperbólico inverso es homogéneo de grado 0.
Este modelo se relaciona con el modelo del hiperboloide como sigue. Cada punto {\displaystyle x\in U^{n}} se corresponde con una recta {\displaystyle L_{x}} que pasa por el origen en {\displaystyle \mathbb {R} ^{n+1}}, por la definición de espacio proyectivo.  Esta recta interseca al hiperboloide {\displaystyle \mathbb {H} ^{n}} en un único punto. Análogamente, a través de cualquier punto de {\displaystyle \mathbb {H} ^{n}} pasa una única recta que pase además por el origen (que es un punto en el espacio proyectivo). Esta correspondencia define una biyección entre {\displaystyle U^{n}} y {\displaystyle \mathbb {H} ^{n}}.  Es además una isometría, ya que al evaluar {\displaystyle d(x,y)} a lo largo de {\displaystyle Q(x)=Q(y)=1} se reproduce la definición de distancia dada para el modelo del hiperboloide.

### El modelo de la bola de Poincaré
Dos modelos íntimamente relacionados de la geometría hiperbólica son los modelos de la bola de Poincaré y del semiespacio de Poincaré.
El modelo de la bola proviene de una proyección estereográfica del hiperboloide en {\displaystyle \mathbb {R} ^{n+1}} en el hiperplano {\displaystyle \{x_{0}=0\}}. De forma más detallada, sea {\displaystyle S} el punto en {\displaystyle \mathbb {R} ^{n,1}}  con coordenadas {\displaystyle (-1,0,0,...,0)}, el polo sur de la proyección estereográfica. Para cada punto {\displaystyle P} en el hiperboloide {\displaystyle \mathbb {H} ^{n}}, sea {\displaystyle P^{*}}el único punto de intersección de la recta {\displaystyle SP} con el plano {\displaystyle \{x_{0}=0\}}.
Esto establece una biyección de {\displaystyle \mathbb {H} ^{n}} en la bola unidad
{\displaystyle B^{n}=\{(x_{1},\ldots ,x_{n})|x_{1}^{2}+\cdots +x_{n}^{2}<1\}}
en plano {\displaystyle \{x_{0}=0\}}.
Las geodésicas en este modelo son semicírculos perpendiculares a la esfera frontera de {\displaystyle B^{n}}. Las isometrías de la bola están generadas por la inversión esférica de hiperesferas perpendiculares a la frontera.

### El modelo del semiespacio de Poincaré
El modelo del semiespacio resulta de aplicar inversión en una circunferencia con centro un punto frontera en la bola de Poincaré {\displaystyle B^{n}} y radio dos veces el radio.
Esto envía circunferencias en rectas y es además una transformación conforme. En consecuencia, las geodésicas del modelo del semiespacio son rectas y circunferencias perpendiculares al hiperplano frontera.

## Métrica Riemanniana en el espacio hiperbólico
A lo largo de este artículo se han presentado distintos modelos del espacio hiperbólico, junto con sus distancias. En este apartado daremos expresiones (centrándonos, por sencillez, en el caso bidimensional) a objetos esenciales de la geometría riemanniana como son la métrica, los símbolos de Christoffel o las geodésicas.
Comenzaremos con la expresión más intuitiva, que es la métrica del semiespacio de Poincaré:
{\displaystyle ds_{S}^{2}={\frac {1}{x_{n}^{2}}}\sum _{i=1}^{n}dx_{i}^{2}}
Para el caso del semiplano de Poincaré, el efecto de esta métrica es evidente, "separar infinitamente los puntos del eje y, mientras se acortan las distancias entre puntos lejanos a dicho eje". Todo esto, claro, respecto de la métrica heredada por el semiplano del espacio euclídeo.
La pregunta que es razonable hacerse ahora es la siguiente: ¿qué relación guarda la métrica del modelo hiperbólico del semiespacio de Poincaré con las métricas definidas entros modelos? O mejor dicho: dada la métrica anterior, ¿quedan totalmente determinadas las de los otros modelos? La respuesta es sí: basta con aplicar el pullback del difeomorfismo que transforma un modelo en otro. En rigor, la métrica está determinada "salvo difeomorfismo". Por este método, podemos obtener, por ejemplo, la métrica del disco (bola en 2 dimensiones) de Poincaré:
{\displaystyle ds_{D}^{2}={\frac {4dxdy}{1-(x^{2}+y^{2})}}}
Ahora que ya sabemos cómo ir de un modelo a otro en aspectos métricos (en general, con cualquier forma diferencial podríamos hacer esto), nos restringiremos al semiespacio de Poincaré. Más aún, por comodidad, al semiplano de Poincaré, y proporcionaremos cierta información útil. Como la variedad admite coordenadas {\displaystyle (x,y)} globales (con la estructura diferenciable heredada de {\displaystyle \mathbb {R} ^{2}}), obtenemos una expresión unívoca para los símbolos de Christoffel (en la conexión de Levi-Civita). Los únicos no nulos son:
{\displaystyle \Gamma _{xy}^{x}=\Gamma _{yx}^{x}={\frac {-1}{y}},\qquad \Gamma _{xx}^{y}={\frac {1}{y}},\qquad \Gamma _{yy}^{y}={\frac {-1}{y}}.}
Esto nos permite encontrar el sistema de EDPs cuya solución son las geodésicas:
{\displaystyle {\ddot {x}}-2{\frac {{\dot {x}}{\dot {y}}}{y}}=0,\qquad {\ddot {y}}+{\frac {1}{y}}({\dot {x}}^{2}-{\dot {y}}^{2})=0.}
Respecto de las soluciones, mos limitaremos a señalar aquí dos cuestiones. Según se puede leer en la sección del semiespacio de Pincaré, las rectas verticales son geodésicas. Nótese que esta descripción es algo imprecisas, ya que el hecho de ser geodésica va más allá de un "conjunto de puntos", y requiere de una parametrización. Como curiosidad, veamos que las rectas verticales que son geodésicas del semiplano de Poincaré no están recorridas a velocidad constante: si imponemos {\displaystyle {\dot {x}}=0}, nos queda la restricción {\displaystyle {\ddot {y}}y={\dot {y}}^{2}}, que no tiene una solución lineal. De hecho la solución es exponencial.
Desde otro punto de vista, el formalismo lagrangiano nos permite añadir cierta información geométrica sin necesidad de resolver ninguna ecuación. Para ello, construimos:
{\displaystyle L=g_{ij}{\dot {u}}^{i}{\dot {u}}^{j}={\frac {{\dot {x}}^{2}+{\dot {y}}^{2}}{y^{2}}}=L(y,{\dot {y}},{\dot {x}})},
donde hemos empleado el convenio de sumación de Einstein. Como se puede observar, el lagrangiano no es función explícita de la variable {\displaystyle x} (diremos que es una coordenada cíclica). Por tanto, se conserva el momento conjugado asociado, a saber:
{\displaystyle P_{x}=\partial _{\dot {x}}L={\frac {2{\dot {x}}}{y^{2}}}=Cte}
Naturalmente, en el caso de las rectas verticales esto se cumple, pero además nos proporciona información adicional sobre el resto de geodésicas.

## Variedades hiperbólicas
Toda variedad completa, conexa y simplemente conexa de curvatura negativa constante {\displaystyle -1} es isométrica al espacio hiperbólico real {\displaystyle \mathbb {H} ^{n}}. En consecuencia, el recubridor universal de cualquier variedad cerrada {\displaystyle M} de curvatura constante negativa {\displaystyle -1}, esto es, una variedad hiperbólica, es {\displaystyle \mathbb {H} ^{n}}. Así, esta {\displaystyle M} puede escribirse como {\displaystyle \mathbb {H} ^{n}/\Gamma } donde {\displaystyle \Gamma } es un grupo discreto libre de torsión de isometrías en {\displaystyle \mathbb {H} ^{n}}.  Esto es, {\displaystyle \Gamma } es un retículo en {\displaystyle SO^{+}(n,1)}.

### Superficies de Riemann
Las superficies hiperbólicas de dimensión 2 también pueden entenderse según el lenguaje de superficies de Riemann. De acuerdo al teorema de uniformización, toda superficie de Riemann es o elíptica, o parabólica o hiperbólica. La mayoría de superficies hiperbólicas tienen grupo fundamental no trivial {\displaystyle \pi _{1}=\Gamma }; los grupos que surgen de esta forma se conocen como grupos fuchsianos. El espacio cociente {\displaystyle \mathbb {H} ^{2}/\Gamma } del semiplano superior módulo el grupo fundamental se conoce como modelo fuchsiano de la superficie hiperbólica. El semiplano de Poincaré es también hiperbólico, pero es simplemente conexo y no compacto. Es el recubridor universal de las otras superficies hiperbólicas.
La construcción análoga para las superficies hiperbólicas tridimensionales es el modelo kleiniano.